# Synagoga w Březnicach
Synagoga w Březnice (cz. Synagoga v Březnici) – synagoga znajdująca się w Březnicach, w Czechach.
Synagoga została zbudowana w 1725 roku. Po pożarze z 1821 roku została przebudowana w stylu klasycystycznym. Kolejne remonty nastąpiły w ostatniej ćwierci XIX wieku. 
Około 1910 roku remontowano wnętrze. Wówczas restaurowano malowidła. Nabożeństwa odprawiano do lat. 30. XX wieku. Po zakończeniu II wojny światowej służyła jako magazyn. Od połowy lat 90. XX wieku jest remontowana i będzie w niej urządzone regionalne muzeum żydowskie. W jednej części budowli znajduje się sklepiona sala modlitw, w drugiej dawna szkoła i mieszkanie zarządcy.